# Emmanuelle Huynh
Pour les articles homonymes, voir Huynh.
Œuvres principales
Mùa
Tout contre
Le Grand Dehors
Emmanuelle Huynh, née le 3 août 1963 à Argenton-sur-Creuse en France, est une danseuse et chorégraphe française de danse contemporaine.

## Biographie
Emmanuelle Huynh est la fille aînée d'un père vietnamien et d'une mère berrichonne. Elle fait ses études secondaires à Châteauroux dans l'institution catholique Sainte-Solange, puis des études de philosophie jusqu'au DEA. Elle suit en parallèle des cours de danse, notamment de 1984 à 1986 à l'école Mudra fondée par Maurice Béjart, puis est engagée comme interprète dans les projets d'Hervé Robbe et d'Odile Duboc. Elle collabore également à cette époque à la revue Nouvelles de danse et en 1992 commence une série d'entretiens sur la danse avec Trisha Brown. En 1994, elle est bénéficiaire d'une bourse d'études Villa Médicis hors-les-murs, lui permettant de développer un projet chorégraphique au Viêt Nam, pays de ses origines paternelles, qui donnera naissance à sa première pièce Mùa. Emmanuelle Huynh collabore dès lors avec de nombreux artistes, sortant notamment du pur champ de la danse en allant vers la performance.
De 2004 à 2012, Emmanuelle Huynh est directrice du Centre national de danse contemporaine (CNDC) d'Angers résidant depuis 2007 dans les locaux du Quai. Elle y met en œuvre son projet pour ce centre chorégraphique national qui est aussi la seule école nationale exclusivement dévolue à la danse contemporaine. Elle accompagne ainsi des artistes émergents, notamment à travers le festival « Schools », qui consiste en des rencontres internationales des écoles de danse, dont la première édition a eu lieu à Angers en mai 2009. En 2013, lui succède à la tête de l'institution, après quelques tensions, Robert Swinston ancien directeur de la compagnie de Merce Cunningham.
Elle est artiste associée au Théâtre de Nîmes depuis 2018.

## Chorégraphies
- 1993 : Made of, en collaboration avec Hervé Robbe et Rachid Ouramdane
- 1994 : Mùa, avec le compositeur Kasper T. Toeplitz
- 1997 : Passage
- 1998 : Tout contre, crée avec Dimitri Chamblas
- 2000 : Distribution en cours
- 2001 : Bord, tentative pour corps, texte et tables
- 2002 : Laboratoire instantané Hourivari
- 2003 : A vida enorme/épisode 1
- 2005 : Heroes
- 2006 : Solo Adaptations (of Deborah Hay's Room)
- 2007 : Le Grand Dehors avec Pierre Jodlowski
- 2008 : Futago dans le cadre du Monster Project avec Kosei Sakamoto
- 2009 : Cribles, légende chorégraphique pour 1 000 danseurs lors du Festival Montpellier Danse
- 2009 : Shinbaï, le vol de l'âme avec Madame Okudaira dans le cadre du Festival d'automne à Paris
- 2011 : Cribles/Live
- 2012 : Spiel en collaboration avec Akira Kasai
- 2012 : Augures
- 2013 : Zorba, solo pour Saint-Nazaire
- 2013 : Étrangler le temps en collaboration avec Boris Charmatz
- 2014 : Tôzai!...
- 2014 : Duo Erwan Keravec en collaboration avec Erwan Keravec
- 2015 : Ouverture(s) avec les étudiants du groupe de recherche chorégraphique de l'université de Poitiers dans le cadre du Festival « À corps »
- 2016 : A Taxi Driver, an Architect and the High Line en collaboration avec Jocelyn Cottencin
- 2017 : Formation
- 2019 : Nous venons de trop loin pour oublier qui nous sommes en collaboration avec Jocelyn Cottencin
- 2021 : Nuée[6]